# Horno moruno

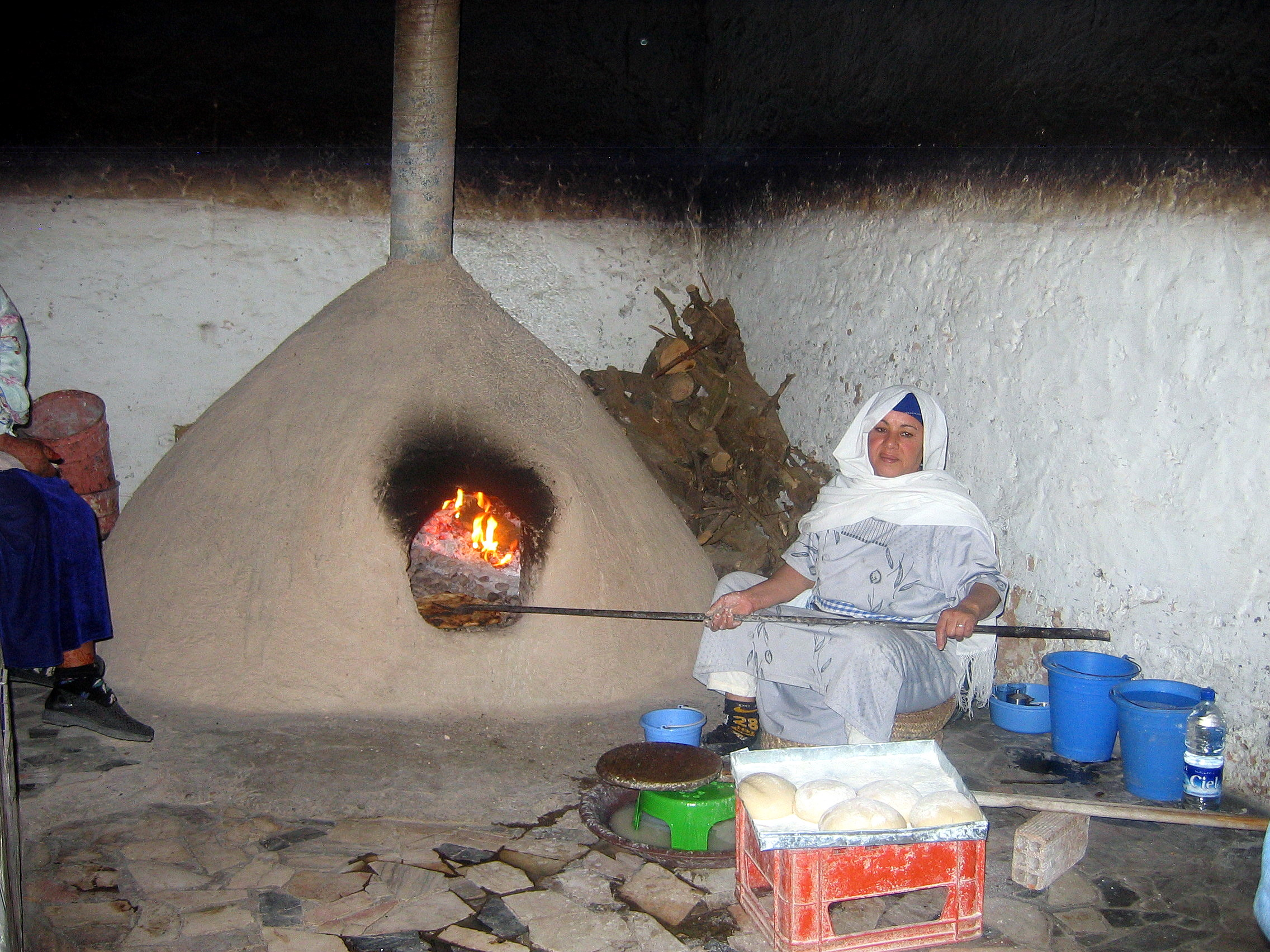
'Horno moruno' en una cocina magrebí.

Horno moruno es la denominación popular que en España reciben varios ingenios de origen árabe con diferentes usos, en cocina, alfarería, fabricación de cal, etc. Conviene aclarar desde un principio que la denominación "árabe-moruno-moro", tan usada por los alfareros, es sinónimo de antiguo, viejo, siendo los hornos llamados árabes ingenios ya usados por romanos y por los pueblos ibéricos que, naturalmente, serían retomados más tarde por los musulmanes.

## Calerasespañolas
En toda la península ibérica (se han localizado restos desde Gibraltar a Guipúzcoa, y desde Galicia a las Baleares) el tipo de horno moruno conocido como calera desde el siglo XV y mencionado por Antonio de Nebrija, fue frecuente para la fabricación del yeso con destino a los paramentos de las viviendas humildes, muchas de ellas, sencillas alquerías de adobe y cal; algunos de estos hornos permanecieron activos hasta mediado el siglo XX. En la comunidad madrileña, por ejemplo, se han llegado a localizar más de cien ejemplares.